# W76

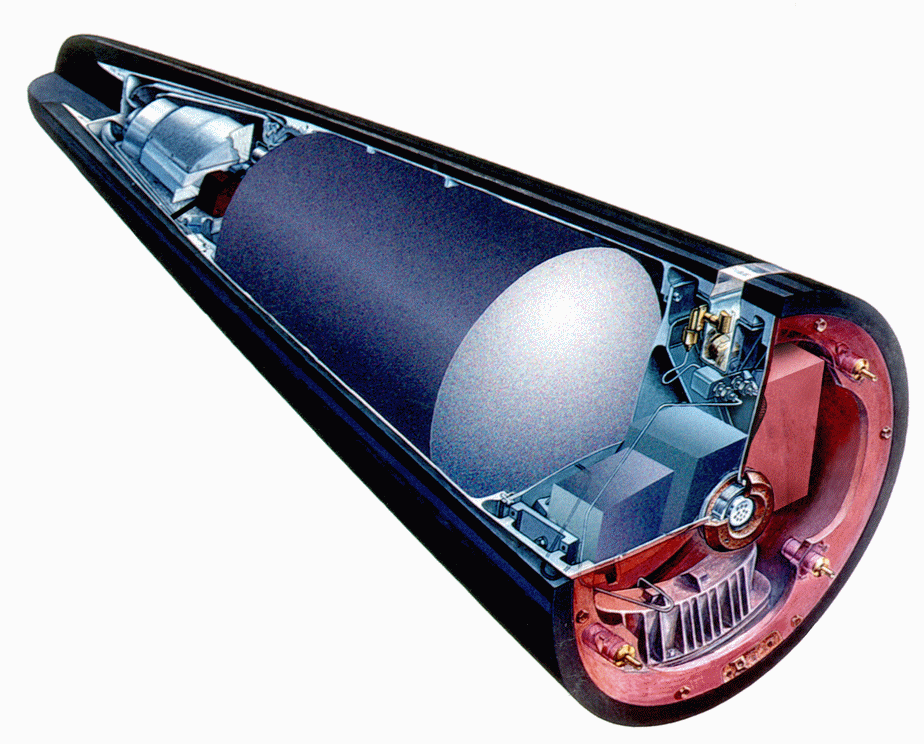
Diagrama em corte da W76, observe a estrutura no meio, é o pacote físico.

A W76 é uma linha de ogivas termonucleares dos Estados Unidos da América, com potência estimada de 100 kt, produzida de 1978 a 1987. Pesa 164 kg e é usada como torpedo e míssil juntamente com a W88, sendo utilizada nos mísseis Trident 1 e 2; utiliza a fuselagem Mk-4 como veículo de reentrada.
As ogivas serão atualizadas para os EUA e Reino Unido, e a nova variante será chamada W76-1, o que estenderá a vida útil em algumas décadas.